# La Coronilla
La Coronilla é uma cidade balneária uruguaia do Departamento de Rocha.